# Fort Osage

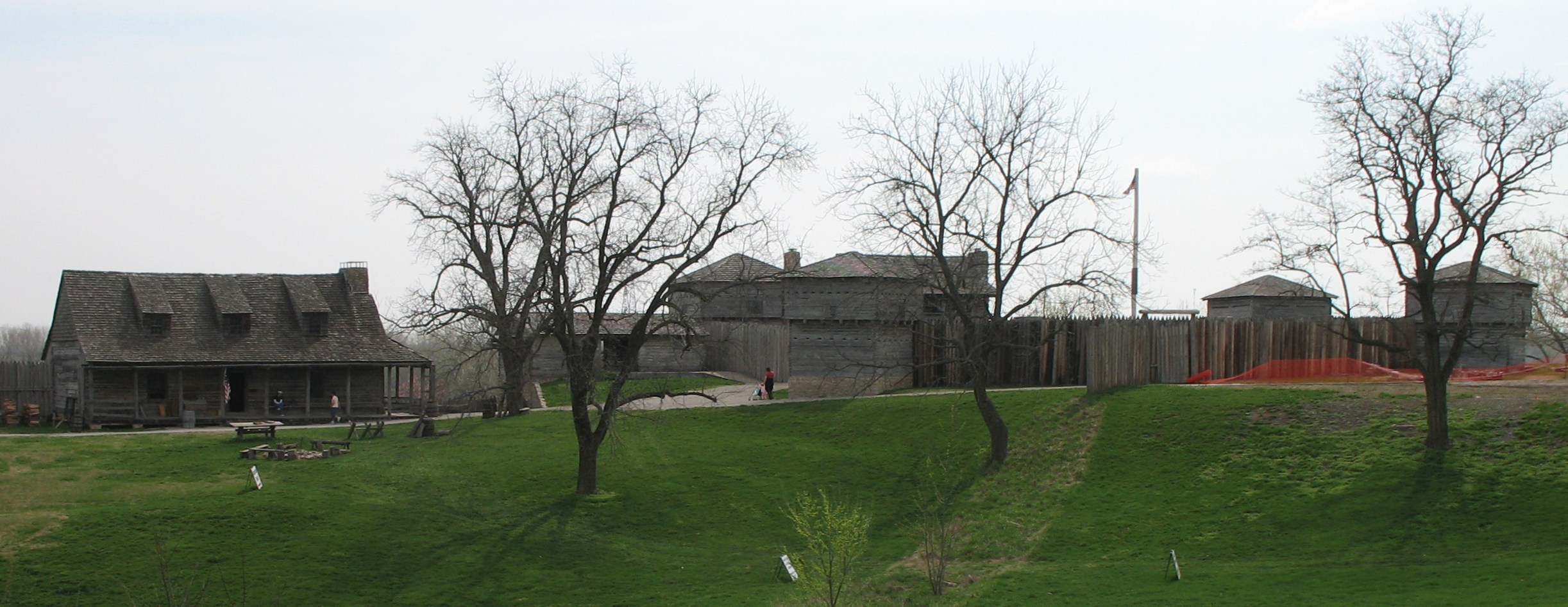
Fort Osage, nella attuale Sibley

Fort Osage (noto anche come Fort Clark o Fort Sibley)  era un antico trading post situato lungo il fiume Missouri, nella attuale Sibley, nel Missouri. Venne costruito dall'Esercito degli Stati Uniti nel 1808 - 1809 sotto la supervisione di William Clark, con il duplice scopo di realizzare un avamposto militare nel territorio della appena acquisita Louisiana, e stabilire relazioni commerciali con la popolazione nativa degli Osage che abitavano nel territorio limitrofo. Per vent'anni Fort Osage fu l'avamposto militare più occidentale degli Stati Uniti.